# Comuna Kalîtînka, Șarhorod
Kalîtînka (în ucraineană Калитинка) este o comună în raionul Șarhorod, regiunea Vinnița, Ucraina, formată din satele Kalîtînka (reședința) și Pokutîne.

## Demografie
Componența lingvistică a satului Kalîtînka
     Ucraineană (99,48%)
     Alte limbi (0,45%)
Conform recensământului din 2001, majoritatea populației satului Kalîtînka era vorbitoare de ucraineană (99,48%), existând în minoritate și vorbitori de alte limbi.